# 무안 김씨
무안 김씨(務安金氏)는 전라남도 무안군을 본관으로 하는 한국의 성씨이다. 무주 김씨(務州 金氏)라고도 한다.

## 역사
무안 김씨(務安 金氏)의 시조인 김정구(金淀救)는 김알지(金閼智)의 후손이라고 하나, 세계를 고증할 수 없다.

## 본관
무주(務州)라는 지명은 지금의 전라북도 무안군(全羅北道 務安郡)을 뜻한다.

## 인구
- 2000년 536가구 1,691명